# لي نو (مغني)
لي مين هو (الكورية: 이민호) (بالإنجليزية: Lee Min-ho) ويعرف باسمه المسرحي لي نو أو لينو (الكورية: 리노) (بالإنجليزية: Lee Know) هو مغنٍ وكاتب أغاني وراقص مسرحي كوري جنوبي. وعضو في فرقة ستراي كيدز الكورية الجنوبية.

## الحياة المبكرة
وُلد لي مينهو في مدينة غيمبو الواقعة في مقاطعة غيونغي الكورية الجنوبية وهو الابن الوحيد لأبويه. بدأَ مينهو بالرقص أثناء دراسته الإعدادية و بدأ بتعلّم الرقص لخمسة سنوات قبل أن يصبح متدرباّ. إلى جانب الرقص، احترفَ مينهو الفنون القتالية في صِغره ونالَ حزاماً أسوداً ذو درجة ثانية في التايكواندو.

## المسيرة المهنية والفنية

### 2015–2017: ما قبل الترسيم وبرنامج ستراي كيدز الواقعي
شاركَ لي مين هو في عدة منافسات للرقص مواصلاً رحلته كراقص محترف، ثم أصبحَ راقصاً خلفياً لفرقة بي تي إس وظهرَ عدة مرات خلال عروضهم الحية لعدة من أغانيهم مثل "فاير" و "سبرينغ داي" بجانب ظهوره كراقص في الفيديو الموسيقي لأغنيتهم "نوت توداي" ومشاركته في جولتهم العالمية جولة الأجنحة في عام 2017.
بعد رؤية مهاراته في منافسات الرقص، تواصلت معه شركة جي واي بي للترفيه ليشارك في تجارب الأداء للانضمام للشركة. افترضَ مينهو حينها بأنه فشل بتجربة أداءه إذ لم يصله أي رد من الشركة، لَكنه دُعي للانضمام للشركة بعد عدة سنوات من تجربة أداءه المذكورة. وبناءً على تلك الدعوة، انضم مينهو رسمياً إلى الشركة في 16 يوليو 2017 وبذلك هو آخر عضو وصولاً للشركة من أعضاء ستراي كيدز.
شارك مينهو في البرنامج الواقعي "ستراي كيدز" الذي كان يهدف لتشكيل فرقة فتيان غنائية مكونة من المتنافسين الذين يصلون للمرحلة النهائية من البرنامج. في البداية، تم استبعاد مينهو من المنافسة بسبب ارتكابه لخطأ أثناء إحدى عروضه في البرنامج، إلى جانب استبعاد زميله فيلكس أيضاً. لكن تم استدعاء مينهو وفيلكس للبرنامج في آخر حلقة، وبذلك تم ترسيمهما كعضوين ضمن فرقة ستراي كيدز.

### 2018 حتى الحاضر: ستراي كيدز
اختارَ لي مين هو اسم "لي نو" كاسمه المسرحي في الفرقة، وشرحَ اختياره قائلاً: "يوجدُ الكثير من الفنانين الكبار المشهورين الذين يملكون اسماً كاسمي، لذلك اخترت اسم "لي نو" الذي يشبه "مين هو" إلى حدٍّ ما، ولكنه يُكتب Lee Know وليس Lee No، إذا اخترتُ اللفظ الحرفي للاسم فقد يبدو وكأنني أقول "لا" لنفسي، ولكن الاسم الذي اخترته يعني أني أعرف نفسي وأعرفُ قلوب معجبينا أيضاً!" 
يعدُّ لينو راقصاً رئيسياً وقائدأ للرقص في ستراي كيدز إلى جانب منصبه كمغن في الفرقة. وقام لينو بإصدار بضعة مشاريع منفردة خاصة به كتصاميم رقصات وأغان منفردة خلال مسيرته كعضو في الفرقة.
قام لينو بأداء أغنيته المفردة "يوث" (Youth) في 2024 من ضمن حفلات جولة "دومينيت" العالمية لستراي كيدز. وقد تم إصدار الأغنية رسمياً من ضمن ألبوم الفرقة بعنوان "هوب" في 13 ديسمبر 2024 وأٌصدر الفيديو الموسيقي للأغنية على يوتيوب في 23 ديسمبر 2024. حقق لينو المركز الثالث في مخطط بيلبورد لفناني الكيبوب في نفس السنة 

#### الموضة
ظهرَ لينو في جلسات تصوير ودعاية للعديد من علامات الموضة والأزياء، مثل غوتشي، إيترو، وتومي هيلفيغر كما ظهر على غلاف مجلات مثل دبليو وبيوتي بلس. كما حضر لينو أسبوع نيويورك للموضة في سبتمبر 2024 برفقة زميله في الفرقة فيلكس كضيوف في عرض تومي هيلفيغر لربيع-صيف 2025

#### الأعمال الخيرية
أعلنت منظمة الرؤية العالمية في 24 فبراير 2024 أن لينو أصبحَ أصغر عضو يتم إدخاله في نادي الشرف للمنظمة وذلك لتبرعه بأكثر من 100 مليون وون للمنظمة. وتضمنت تبرعاته مساعدات لحملات لمكافحة نقص الطعام للأطفال في الدول الفقيرة وجهود الإغاثة الطارئة لضحايا زلازل تركيا وسوريا.

#### البرامج التلفزيونية
ظهرَ لينو كمقدّم لبرنامج شوو! أوماك جونشيم التلفزيوني في أغسطس 2021. إضافةً لظهوره في برامج تلفزيونية أخرى متنوعة مثل "صيادو المدينة"، "دو ري مي ماركت" و "آيدول أون كويز"

## ديسكوغرافيا

### الأغاني
القائمة تتضمن الأغاني التي يتواجد فيها لينو كفنان منفرد أو بجانب بضعة من أعضاء ستراي كيدز. للاطّلاع على أغان لينو مع ستراي كيدز كفرقة يمكن الرجوع إلى ديسكوغرافيا ستراي كيدز
| السنة | العنوان       | الألبوم          |
| ----- | ------------- | ---------------- |
| 2018  | نوت!          | آي آم نوت        |
| 2018  | هو؟           | آي آم هو         |
| 2020  | واو           | إن لايف          |
| 2021  | سيرفين        | نويزي            |
| 2022  | ويتينغ فور أس | أوديناري         |
| 2022  | تيست          | ماكسيدنت         |
| 2022  | ليمبو         | سكيز ريبلاي      |
| 2022  | درايڤ         | سكيز ريبلاي      |
| 2023  | وانت سو باد   | إصدار منفرد      |
| 2024  | يوث           | هوب              |
| 2025  | سينما         | ميكستيب: دومينيت |

### حقوق التأليف
الحقوق أدناه مأخوذة من جمعية حقوق الطبع والنشر للموسيقى الكورية 
| السنة | العنوان         | الألبوم      | كلمات | تلحين |
| ----- | --------------- | ------------ | ----- | ----- |
| 2018  | غلو             | ميكستيب      |       |       |
| 2018  | ميكستيب #1      | آي آم نوت    |       |       |
| 2018  | ميكستيب #2      | آي آم هو     |       |       |
| 2018  | ميكستيب #3      | آي آم يو     |       |       |
| 2019  | ميكستيب #4      | كلي 1: ميرو  |       |       |
| 2019  | ميكستيب #5      | كلي: ليڤانتر |       |       |
| 2019  | واو             | إن لايف      |       |       |
| 2021  | درايڤ           | سكيز ريبلاي  |       |       |
| 2021  | سيرفين          | نويزي        |       |       |
| 2021  | بلاسيبو         | سكيز2021     |       |       |
| 2021  | بيهايند ذا لايت | سكيز2021     |       |       |
| 2021  | فور يو          | سكيز2021     |       |       |
| 2021  | هودي سيزن       | سكيز2021     |       |       |
| 2021  | بروكن كومباس    | سكيز2021     |       |       |
| 2022  | ويتينغ فور أس   | أوديناري     |       |       |
| 2022  | تيست            | ماكسيدنت     |       |       |
| 2022  | ليمبو           | سكيز ريبلاي  |       |       |
| 2024  | يوث             | هوب          |       |       |

## روابط خارجية
- لي نو على موقع IMDb (الإنجليزية)
- لي نو على موقع ميوزك برينز (الإنجليزية)
- لي نو على موقع ديسكوغز (الإنجليزية)
- لي نو على موقع قاعدة بيانات الفيلم (الإنجليزية)